# The Bitch
The Bitch è un film del 1979 diretto da Gerry O'Hara.
La pellicola è tratta da un romanzo di Jackie Collins

## Trama
Fontaine Khaled è la proprietaria di una discoteca che va per la maggiore a Londra, ma si trova a fronteggiare dei problemi finanziari. Nello stesso tempo ha a che fare con alcuni uomini diversi nella sua vita e perfino con la mafia.